# 城北街道 (周口市)
城北街道，是中华人民共和国河南省周口市川汇区下辖的一个乡镇级行政单位。

## 行政区划
城北街道下辖以下地区：
后李多楼村、邵火庙村、邵寨村、张夏庄村、马庄村、黄庄村、朱楼村、李楼村、徐营村、李营村、西张楼村、后石店村、前石店村、下炉村和后彭埠口村。